# 塔尔达吉拉
塔尔达吉拉，是西班牙卡斯蒂利亚-莱昂萨拉曼卡省的一个市镇。 总面积25平方公里，总人口238人（2001年），人口密度10人/平方公里。